# Mycodiplosis asiatica
Mycodiplosis asiatica är en tvåvingeart som först beskrevs av Marikovskij 1960.  Mycodiplosis asiatica ingår i släktet Mycodiplosis och familjen gallmyggor.
Artens utbredningsområde är Kazakstan. Inga underarter finns listade i Catalogue of Life.